# Soumya Swaminathan

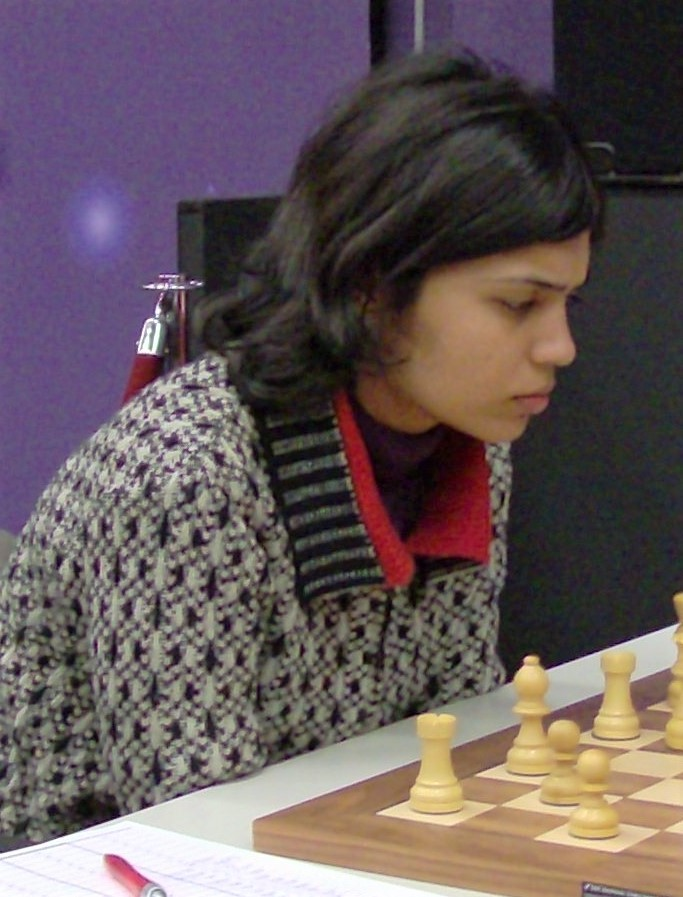
Swaminathan in 2010

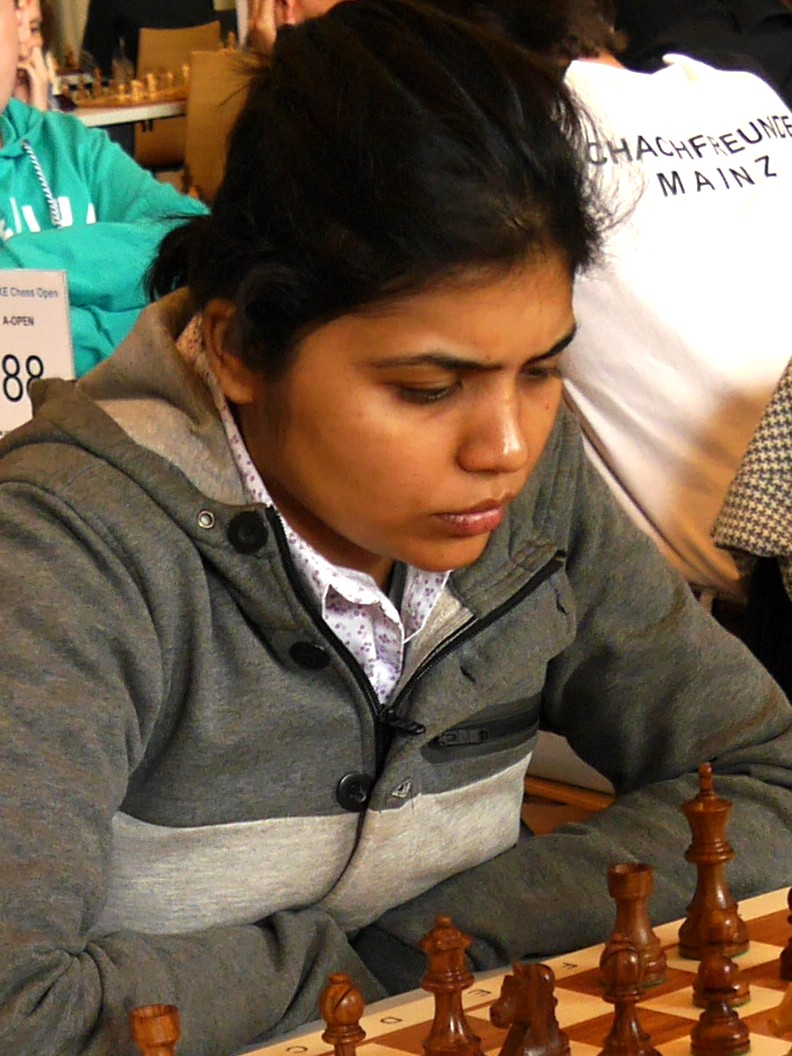
Swaminathan in 2017

Soumya Swaminathan (Palakkad, 21 maart 1989) is een Indiase schaakster. Zij is sinds 2020 een Internationaal Meester (IM) en sinds 2008 een grootmeester bij de vrouwen (WGM). In 2009 won ze het Wereldkampioenschap schaken voor junioren bij de meisjes. 
In 2018 trok ze zich terug van de in Iran gehouden schaakkampioenschappen uit protest tegen de door de Islamitische regering van Iran uitgevaardigde regel dat vrouwen verplicht een hoofddoek moesten dragen.

## Biografie
Soumya Swaminathan was in 2005, 2006 en 2008 jeugdkampioen van India bij de meisjes. In 2009 won ze in Puerto Madryn, Argentinië, het Wereldkampioenschap schaken voor junioren (tot 20 jaar) bij de meisjes, waarbij ze via de tiebreak-score hoger dan Deysi Cori en Betül Cemre Yıldız eindigde. Ze won in 2010 het Indiase schaakkampioenschap voor vrouwen, met 8½ pt. uit 11. Ze werd in 2012 in Chennai vrouwenkampioen van de Commonwealth. In 2016 werd ze gedeeld eerste op het vrouwentoernooi van het Moskou Open, samen met Anastasia Bodnaroek en Aleksandra Obolentseva, via tiebreak werd ze tweede. Soumya werd in 2016 derde op het Aziatisch schaakkampioenschap voor vrouwen.
Twee keer kwam ze voor India uit op het Wereldkampioenschap schaken voor vrouwen, in 2010 en in 2012. Ze nam niet deel aan het Aziatisch schaakkampioenschap voor vrouwenteams in Hamadan, Iran, gehouden juli/augustus 2018. Ze had zich hiervoor teruggetrokken, waarbij ze het in Iran verplicht dragen van een hoofddoek karakteriseerde als een aantasting van haar persoonlijke rechten. In oktober 2018 passeerde haar Elo-rating op de ratinglijst voor de eerste keer de 2400, waarmee ze ook aan de laatste voorwaarde had voldaan voor de titel Internationaal Meester (IM). Ook bereikte ze op de ratinglijst voor de eerste keer een plaats binnen de beste 50 vrouwen ter wereld. In november 2018 was haar rating 2428.

## Schaakteams
Ze maakte deel uit van het Indiase team op het vrouwentoernooi van het Wereldkampioenschap schaken voor landenteams in 2011, 2013 en 2015. In het toernooi van 2013 won ze in Kazachstan de individuele bronzen medaille aan het vijfde bord.
In 2012, 2016 en 2022 nam ze als lid van het Indiase vrouwenteam deel aan de Schaakolympiade. Het team werd 4e op de Schaakolympiade 2012, waarmee het de eerste prijs won in de A-categorie. Het Indiase vrouwenteam werd vijfde op de Schaakolympiade 2016. Ze nam met het tweede Indiase team deel aan de Schaakolympiade 2022 in Chennai, India, waar ze speelde aan het derde bord; het team eindigde op de achtste plaats.

## Persoonlijk leven
Swaminathan trouwde in december 2020 met Ajinkya Kurdukar.

## Belangrijste resultaten
- 2007: Internationaal Meester bij de vrouwen (WIM)
- 2009: Wereldkampioen Junioren
- 2010: Sahara Award "Beste Sporter" (meisjes)
- 2011: Lokmat Sakhi Gaurav Puruskar
- 2013–14: Shiv Chatrapati Award
- 2014: Pune Gaurav Puruskar[bron?]

## Externe koppelingen
- (en)   Informatie over schaakpartijen van Soumya Swaminathan op ChessGames.com
- (en)   Informatie over schaakpartijen van Soumya Swaminathan op 365chess.com
- (en)  FIDE-ratinggegevens voor Soumya Swaminathan